# История Феодосии

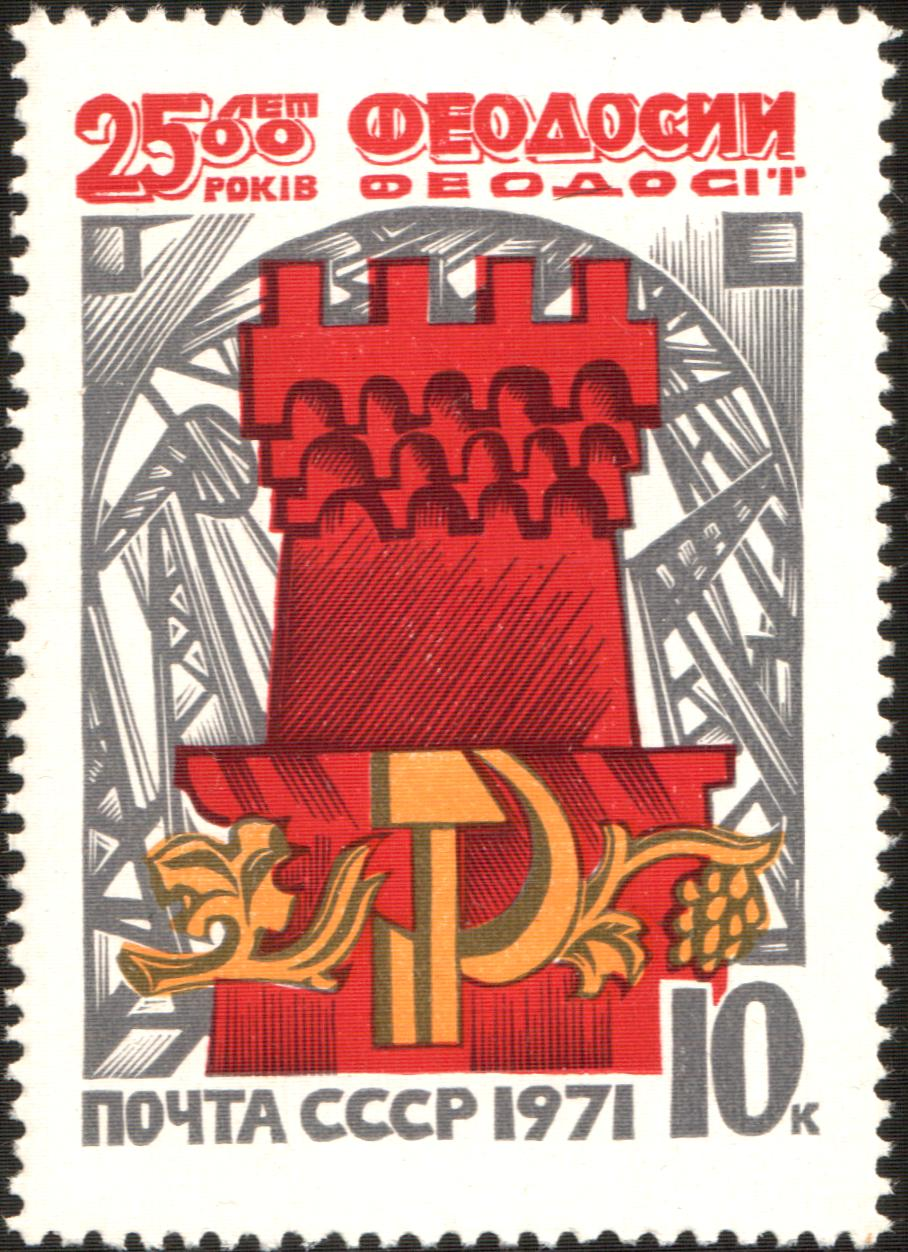
Почтовая марка СССР «Феодосии 2500 лет».

Город Феодосия был основан греческими колонистами из Милета в VI веке до н. э. Средневековое название города было Каффа, впервые упоминаемое во время императора Диоклетиана (284—305).

## Античная Феодосия

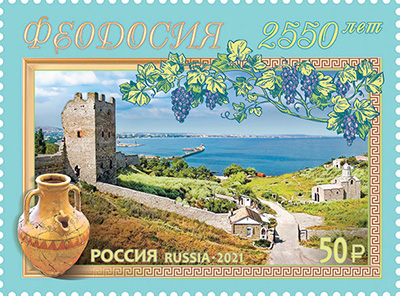
Почтовая марка. 2550 лет городу Феодосии

С 355 года до н. э. Феодосия предположительно входила в состав Боспорского царства. Согласно некоторым оценкам, античная Феодосия была вторым по значению городом европейской части Боспорского царства с населением 6-8 тысяч человек. Не пострадав от гуннского нашествия, опустошившего берега Керченского пролива, Феодосия тем не менее медленно приходила в упадок, завершившийся чередой пожаров и разрушений, датируемых второй четвертью VI века. Прошедший в IX веке путь апостола Андрея Первозванного монах Епифаний заметил: «А Феодосия ныне не имеет даже следа человеческого».

## «Тёмные века»
Разрушен гуннами в IV веке н. э.

### Ардабда
В этот период в городе и окрестностях жили аланы и поселение получило аланское название Ардабда (осет. «Авд-арди») — в переводе «семибожная». В V веке город перешёл под контроль Римской (Византийской) империи, в VI веке был захвачен хазарами, а затем вновь отошёл к Византии. На протяжении следующих веков существовал как небольшое селение, попавшее в XIII веке под влияние Золотой Орды.

## Каффа — столица генуэзского Крыма

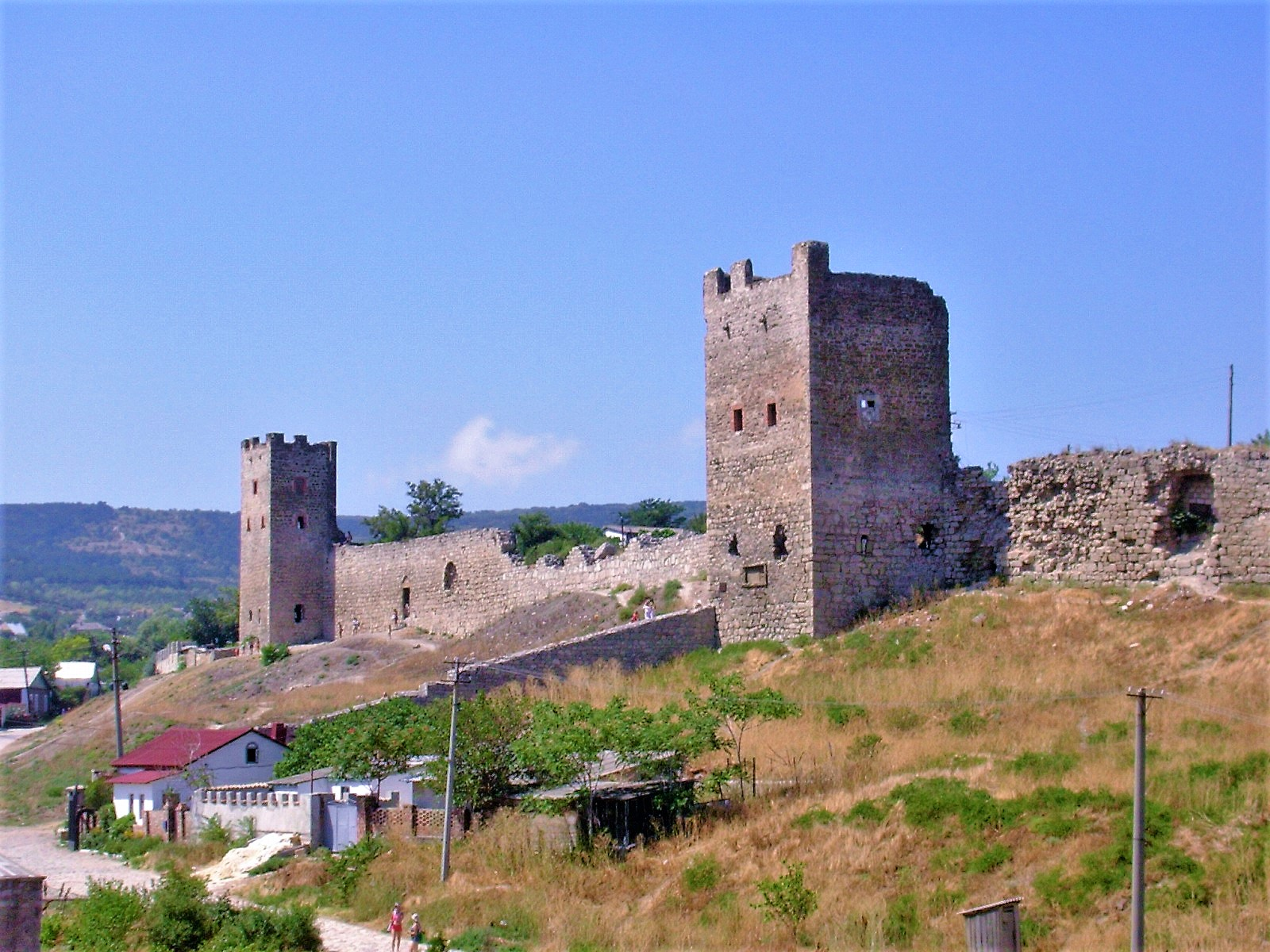
Генуэзская крепость

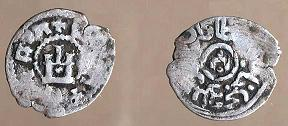
Монеты из монетного двора Каффы

Генуэзцы с 1266 за примерно два века (до 1475 г.) создали на месте разрушенной Феодосии процветающий торговый портовый город Каффа (греч. Καφᾶς, итал. Caffa, тур. kafa («череп»), также др.-перс. kaōfa — («горный кряж»).
В 1268 году папа Климент IV назначил в Каффу первого епископа.

Генуэзские владыки Кафы подминают под себя  торговлю в Чёрном море. Наступает время расцвета Кафы, ставшей главным портом и центром управления всех генуэзских колоний в Северном Причерноморье.
Каффа была центром оптовой продажи рабов и обязательным для генуэзцев пунктом провоза рабов из Северного и Восточного Черноморья. Население города составляло несколько десятков тысяч человек, с учётом рынка невольников, одного из крупнейших в Причерноморье.
В городе был театр и свой монетный двор, где чеканились монеты. Аспры Каффы найдены, в частности, в составе Ай-Васильского клада.
В 1296 году Каффа была взята войсками Венецианской республики в ходе венециано-генуэзской войны 1293—1299 гг.
В 1308 году Каффа подверглась осаде и штурму хана Золотой Орды Тохты. Однако генуэзцы сумели договориться с его преемником ханом Узбеком о существовании колонии. С 1313 года город управлялся в Генуе специальным советом Оффиция Газарии (Officium Gazariae), а в Каффе непосредственно консулом при помощи совета провизоров (попечителей) и совета старейшин.
В 1322 году Каффа стала центром епархии и обрела плеяду францисканских и доминиканских епископов, среди которых были Конрад Брегенский (1358–1376) и Иероним Генуэзский (ок. 1404 г.). Епархия просуществовала вплоть до подчинения города Османской империи.
В 1346—1347 г. город подвергся осаде войск хана Джанибека.
В этом же году Каффа стала одним из первых европейских городов на пути «чёрной смерти», второй пандемии чумы. С кораблями и крысами чума распространилась далее в Константинополь и средиземноморские порты..
Несмотря на периодические войны, генуэзцы поддерживали в целом союзнические отношения с золотоордынскими ханами, которые, формально являясь верховными владетелями территорий колоний, предоставляли им полное самоуправление в стенах городов, и назначали особого префекта из уроженцев Крыма для управления сельским округом кафинских владений.
Расцвет работорговли Каффы начинается с середины XIV в. (увеличение спроса на них в Европе, в связи с последствиями «черной смерти», и в Египте).
Сохранился документ 1386 года, в котором называется свыше тысячи латинян-жителей Кафы.
Самой крупной статьей торговли являлись рабы, их продавалось порядка полутора тысяч в год, они вывозились в города Италии, Испании или Египта, находившегося под властью мамлюков.
Около 1474 года город посетил Афанасий Никитин, упомянувший его в своих путевых записках «Хожение за три моря».

### Храмы Каффы
| Введенская церковь · Сурб-Саркис (Св. Сергия)      | - Действующие ныне - Иверской иконы Божией Матери (Иоанна Предтечи) - Армянский храм Сурб-Саркис (Св. Сергия) - Введения во храм Пресвятой Богородицы                                                         |
| Церковь Св. архангелов Михаила и Гавриила          | - Средневековые храмы (недействующие) - Св. Стефана (Св. Димитрия) - Св. Георгия (греч.) - Св. Иоанна Богослова - Армянский храм Св. Архангелов Михаила и Гавриила - Армянский храм Сурб-Геворг (Св. Георгия) |
| Караимская кенасса, 1856, из альбома Карло Басолли | Феодосийская кенасса |

## Кефе — резиденция турецкого наместника
В 1475 году Каффа вместе со всеми генуэзскими владениями была аннексирована османскими войсками, во главе которых стоял полководец Гедик Ахмед-паша. 300 генуэзцев было казнено, остальные пленены, а консул Каффы Антониотто да Кабелла был сослан на галеры. С османским завоеванием связаны названия двух хребтов к юго-западу от Феодосии — Биюк- и Кучук-Янышары (большой и малый янычары). Кефе (так турки называли Каффу) стал административным центром сначала пашалыка, затем эялета и одним из главных турецких портов на Чёрном море. Здесь находился крупнейший в Северном Причерноморье невольничий рынок, где ежегодно продавались тысячи невольников, захваченных крымскими татарами во время набегов на русские и польские земли. В османскую эпоху город часто называли Кючюк-Истанбул — Маленький Стамбул и Крым-Стамбул, подчёркивая его важность и большое население.

В октябре 1583 года по приказу султана Мурада III Осман-паша покинул Кавказ, ему поручил наказать Мехмеда II Герая, который с 1579 года отказывался направить войска против Сефевидов на Кавказ. Хана нужно было заменить его братом Ислямом Гераем, которого отправили из Стамбула. Осман-паша из Демир-капы достиг Кефе, где осадил Мехмед II Герая с его сыновьями. Осада длилась тридцать семь дней, с помощью Килыча Али Осман-паша захватил Кефе. На престол был возведён Ислям Герай, пленённый Мехмед II Гирей был убит. Осман-паша вернулся в Стамбул 30 июня 1584 года вместе с флотом Килыч-Али-паши.

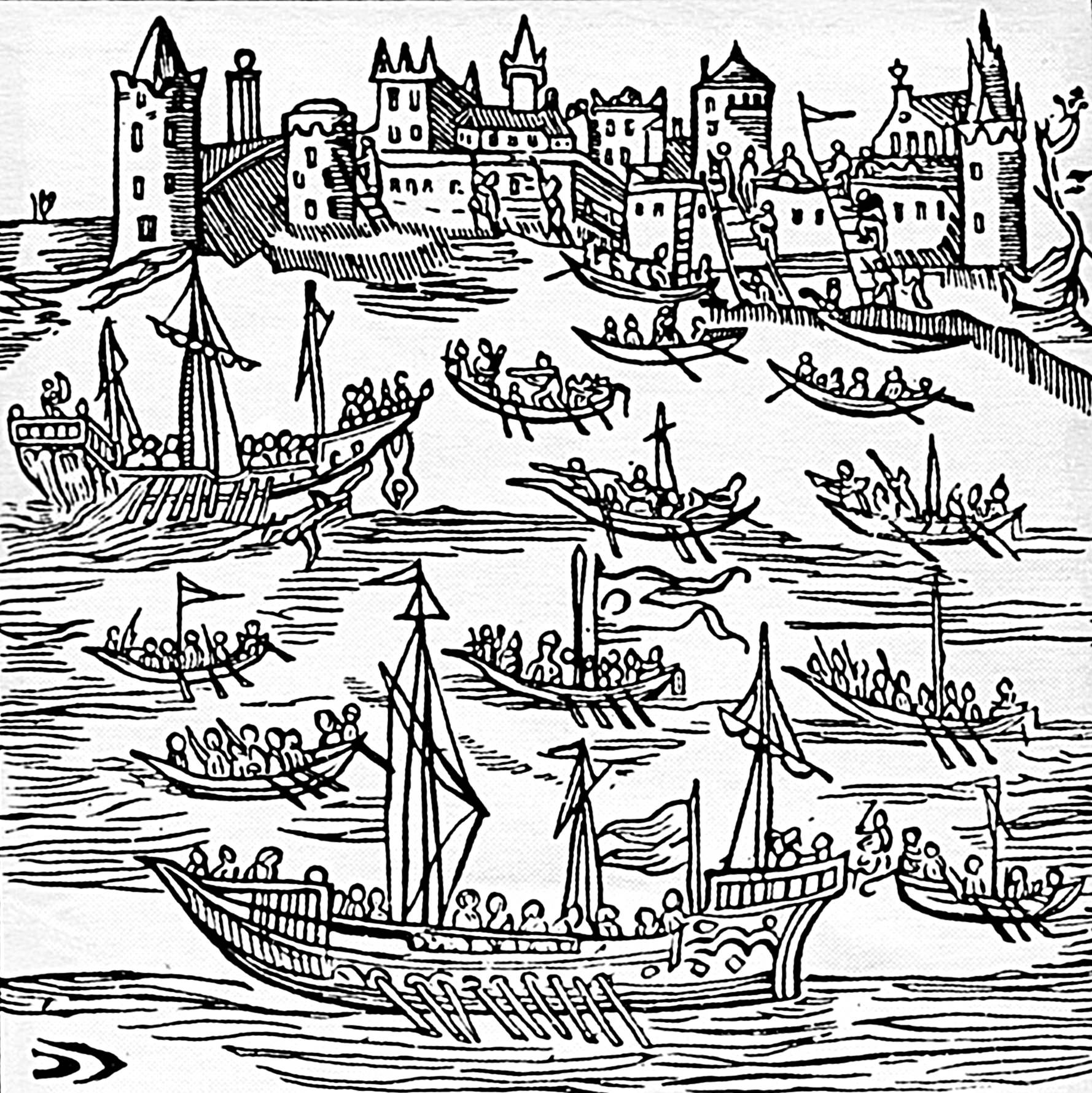
Взятие Каффы казаками в 1616, гравюра из книги 1622 г.

В 1616 году казаки Запорожской сечи под предводительством гетмана П. К. Сагайдачного взяли Кафу штурмом с моря.
В 1666 году Каффу посетил турецкий путешественник Эвлия Челеби, который позже написал Книгу путешествий, где в разделе «Похвала горной стране татов» подробно описал замок Каффы, сто семнадцать высоких башен, восемь ворот и т.д.
В 1682 году в городе насчитывалось 4000 домов, 3200 мусульманских и 800 христианских. При турецком владычестве значение города понемногу снижалось, хотя он оставался укреплённым пунктом, однако сильно обезлюдел.
Главным видом торговли в Каффе в XV—XVI веках являлась работорговля. Здесь сбывалась большая часть ясыря, который крымский хан захватывал при набегах на Великое княжество Литовское, Русское государство и позднее на Речь Посполитую. Иногда за сезон через Каффу проходило до нескольких десятков тысяч невольников. Ещё при Богдане Хмельницком взятие ясыря крымским ханом на Украине прописывалось в договоре с казаками. В XVII—XVIII веке с укреплением границ работорговля стала уменьшаться.
Традиционная виноторговля из-за ограничений ислама уменьшилась, хотя во владениях османов она разрешалась для христиан.
Важным промыслом в окрестностях Кафы была добыча самосадной соли в естественных лиманах.

Посетивший в XVIII веке Крымское ханство Иоганн Тунманн говоря о городе отмечал:
Кеффе, или Каффа , по-гречески «Кафас» самый большой и важный город в Крыму. Его называют Кырым-Стамбули и Ярым-Стамбули, т. е. крымским Константинополем и полу-Константинополем. Он лежит на склоне пустынного, каменистого, песчаного холма, на берегу моря и имеет длинную и узкую форму. Он имеет высокие стены и башни, теперь очень разрушенные, два крепостных замка , около 4000  домов и много мечетей; все они, кроме одной, имеют плохой вид. Греки имели здесь еще недавно двенадцать церквей, армяне — 32 и католики одну — св. Петра. Но эта последняя и многие другие теперь уже в развалинах.

### Население Кефе в XVI веке[27]
Город Кефе делился на внутреннюю крепость, наружную крепость и пригород. Внутреннюю крепость называли «франкской» (тур. Frenk hisarı). Франками османцы называли всех западноевропейцев (итальянцев, испанцев, французов, немцев, англичан). Во внутренней крепости располагалась администрация города. Во внешней крепости, которую называли также Бирун, жили ремесленники, торговцы, музыканты и т. д. За пределами крепости в пригороде, называемом также Хаки, жил простой народ.
Христианам и иудеям не разрешалось жить во внутренней крепости, только во внешней и пригородах.
Мусульманское население делилось на две категории: платившие в казну налоги (осм. hane-i avarız) и освобождённые от них (hane-i gayrı-ez avarız). Ко второй категории относились чиновники, военные, учителя и учёные, а также очень нищие люди, не способные платить налоги.
Население мусульманских кварталов (махалле) города в 1542 году. Кварталы назывались по квартальной мечети, а мечети почти всегда по имени человека, её построившего, или бывшего там имамом.
- Внутренняя крепость
  - Квартал / семей / холостяков / не платящих налоги
  - Мечеть Насух Реис / 10 / 2 / 7
  - Мечеть Ходжа Джафер / 16 / 6 / 6
  - Мечеть Ходжа Шабан / — / — / 3
  - Мечеть Мусалла / 9 / 4 / 5
  - Мечеть Атчы Махмуд / 21 / 11 / 8
  - Мечеть Хаджы Кишвер / 21 / 6 / 4
  - Мечеть Балат / — / — / 3
  - Мечеть Ченелу / 55 / 16 / 12
  - Мечеть Мерджан Ага / 20 / 18 / 17
  - Соборная мечеть Хаджы Неби / 7 / — / 1
- Внешняя крепость
  - Мечеть Еничери Халил / 53 / 16 / 19
  - Мечеть Дагтасьян / 19 / 4 / 2
  - Мечеть Ходжа Джафер / 41 / 5 / 8
  - Мечеть Синан Ага / 25 / 5 / 3
  - Соборная мечеть Кебир / 39 / 5 / 8
  - Соборная мечеть Джедид-Дер Гёльбаши / 35 / 18 / 9
  - Мечеть Хатун / 72 / 16 / 6
  - Мечеть Сеййид Балак / 32 / 10 / 2
  - Мечеть Ходжа Вели / 54 / 11 / 7
  - Мечеть Сербазар / 46 / 22 / 10
  - Мечеть Мерджан Ага / 71 / 13 / 11
  - Мечеть Акташ / 34 / 7 / 5
  - Мечеть Ширвани / 36 / 9 / 5
  - Мечеть Джанджан / 24 / 4 / 6
  - Мечеть Ходжа Хасан / 4 / 7 / 1
  - Мечеть Найреддин / 28 / 8 / 6
  - Мечеть Хасан Рубан / 47 / 6 / 4
  - Соборная мечеть Касым Паша / 67 / 24 / 13
  - Мечеть Урьяндеде / 22 / — / 3
- Пригород
  - Мечеть Ахмед Хайят / 33 / 14 / 3
  - Мечеть Синан Ага / 34 / 7 / 10
  - Мечеть Бейлихафыз / 21 / 1 / 2
  - Мечеть Эбул Кемаль / 71 / 3 / 3
  - Мечеть Кятиб Синанфаких / 26 / 6 / 3
  - Соборная мечеть Хамза-и Босна / 36 / 14 / 4
  - Мечеть Хюсамеддин / 64 / 16 / 16

Население армяно-греческих кварталов города в 1542 году (армяне и греки селились вперемешку). Греками считались все православные, кроме русских (в том числе грузины, болгары, сербы, румыны).
- Квартал | семей |      |   холостяков |       | семей, в которых умер муж — глава семьи |
- |арм.|гр.|       |арм.|гр.|         |арм.|гр.|
- Торос | 77 | 76 |       | 16 | 13 |          | 16 |  6 |
- Харосеб | 54 | 31 |       | 11 |  - |          | 9 |  - |
- Менкенад | 30 |121|        |  2 | 25 |          | 5 | 31 |
- Искендер | 84 | 15 |        | 25 | 2 |          | 15 |  - |
- Василь | 64 | 25 |        | 18 | 4 |          | 11 |  5 |
- Таштабан | 46 | 12 |        | 10 | 1 |          | 7 |  2 |
- Гюрджю | 87 |  - |       | 14 |  - |          | 4 |  - |
- Баяти | 68 |  - |       | 10 |  - |          | 9 |  - |
- Энес Бей |129 | 27 |        | 21 |  5 |          | 9 |  7 |
- Али Юзбаш |  - | 44 |       |  - |  7 |           |  - | 15 |
- Григёр |117|  - |       | 20 |  - |          | 16 |  - |
- Кыбос |146|  - |       | 43 |  - |          | 14 |  - |
- Саджлу |112 |  - |       | 18 |  - |          | 10 |  - |
- Община трабзонцев |  - | 64 |       |  - |  - |          |   - |  - |

Прочие немусульмане в 1542 году:
- Квартал/Община | семей | холостяков | семей, в которых умер муж — глава семьи|
- Иудейская община Эфренч |  8 | 6 | - |
- Иудейская община | 81 |29|15|
- Черкесская община |  3 | - | - |
- Русская община | 27 | 1 | 3 |

## Феодосия в составе Российской империи

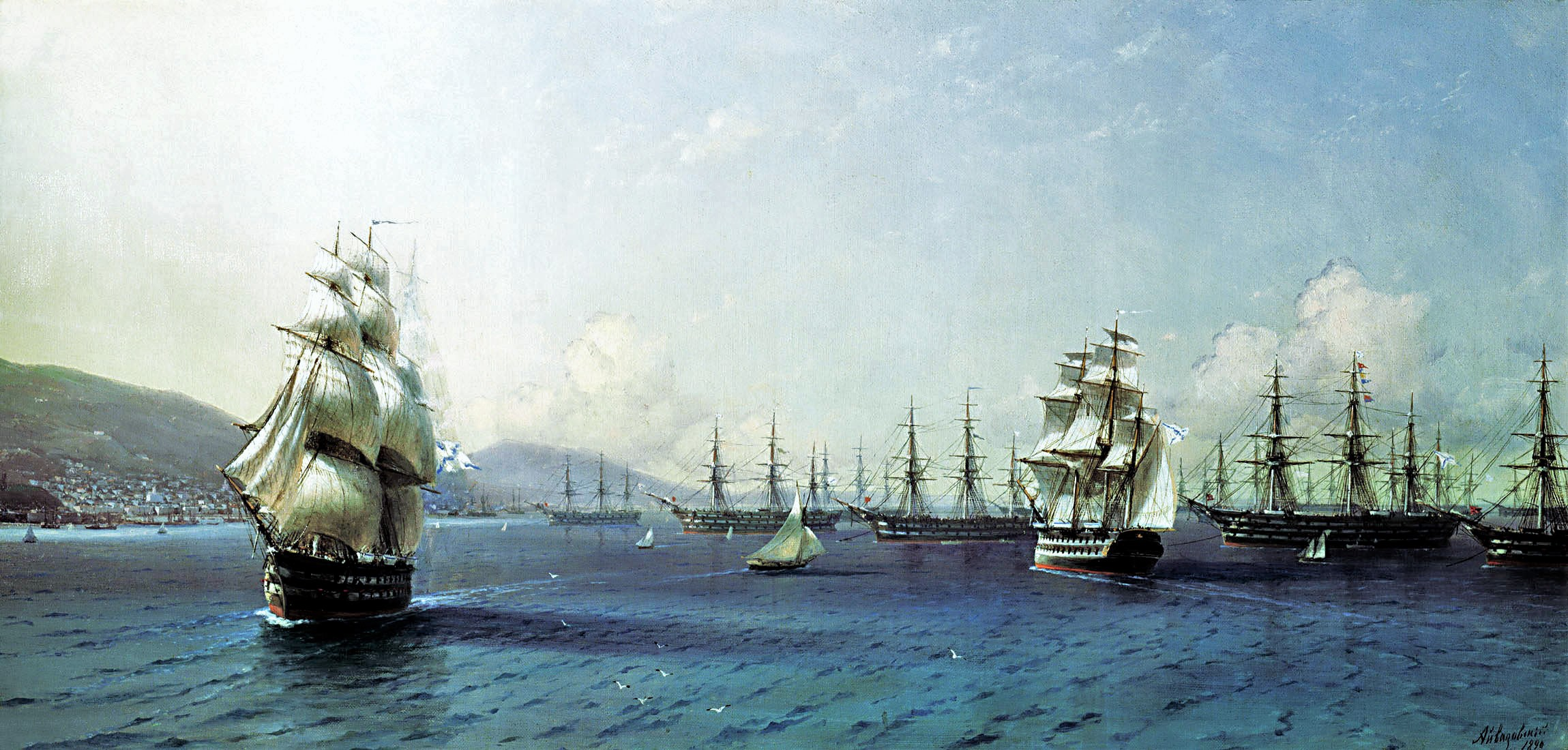
И. Айвазовский «Черноморский флот в Феодосии»

В 1771 году русские войска взяли Феодосию приступом. В 1774 году по Кючук-Кайнарджийскому миру город отошёл Крымскому ханству и вместе с ним присоединён к России в 1783 году; в 1787 году включен был в состав Таврической области, тогда же его посетила императрица Екатерина II; с 1796 году — Новороссийской губернии; в 1798 году объявлен на 30 лет порто-франко; в 1802 году сюда переведены уездные учреждения и сам город выделен в особое градоначальство (упраздненное в 1827 г.); в 1804 году город получил своё древнее название Феодосия. Несмотря на заботы правительства, Феодосия оставалась незначительным городом и начала развиваться после соединения её с внутренними губерниями России железной дорогой (1892). Во время организованного в 1778 году российским правительством переселения христианского населения Крыма в Приазовье, Кефе покинули 5511 армян, 1648 греков, 24 грузина. Население Феодосии было следующим: в 1829 г. — 3700, в 1838 г. — 4500, в 1861 г. — 8400, в 1874 г. — 10600, в 1894 г. — 17000.
В XIX веке в городе жил и работал великий художник-маринист Иван Айвазовский. В 1892—1895 годах в Феодосию была проведена железнодорожная ветка из Джанкоя, а в 1899 году построен новый морской порт. Это способствовало промышленному развитию и росту города. В 1897 году в Феодосии насчитывалось 27238 жителей (15995 мужчин и 11243 женщин), в том числе русских — 16000, татар — 3200, евреев — 3000, караимов — 1700, армян — 1500, других национальностей — 1800.
|                                                   |                                                        |                 |                                   |
| Феодосия с подножия башни Папы Климента V, 1830-е | Здание Феодосийского музея древностей (не сохранилось) | Дача «Виктория» | Дача табакопромышленника Стамболи |

### Первая мировая война
16 (29) октября 1914 год в ходе внезапного набега османского флота на черноморское побережье России, позже получившего название «Севастопольская побудка», лёгкий крейсер «Гамидие» (ярбай Васиф Мухиттин) вышел на рейд Феодосии к 6:30. В порт сошли турецкий и немецкий офицеры с предупреждением о готовящемся обстреле, по законам войны населению было предложено эвакуироваться. «Гамидие» открыл огонь в 9:28 и до 10:25 выпустил 150 снарядов. Обстрел вызвал пожары в железнодорожном депо и портовых складах. Через четыре дня Николай II объявил войну Османской империи.

## Гражданская война

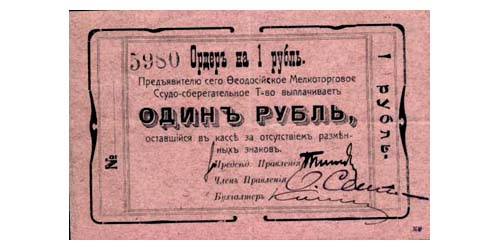
Феодосийский рубль 1918 года

Находясь в общем русле крымской истории, Феодосия испытывала общие проблемы (голод, безработицу, репрессии, частую смену властей), непосредственно с Феодосией связаны бои частей советской Республики Таврида против австро-германских, англо-французских войск и воинских частей Белого движения.. В 20-х числах апреля 1918 года 2-й Феодосийский полк предпринял попытку контрнаступления, сковавшую немецкие части на несколько дней. Во времена врангелевского правления в Феодосии действовал большевистский отряд И. А. Назукина, 28 участников которого были разоблачены контрразведкой и казнены в начале 1920 года. Окончательно советская власть в Феодосии была установлена в ноябре 1920 года. После окончания гражданской войны началось восстановление Феодосийского порта. Во время голода в Советской России зерно и продовольственные товары из-за границы поступали через порт Феодосии. В течение года порт принял 5 880 000 пудов продовольствия. Решением Центрального исполнительного комитета 19 марта 1923 года Феодосийский порт был награждён высшей наградой Советской России — орденом Трудового Красного Знамени РСФСР.

## Феодосия в 1921—1941
В первые годы советской власти город переживал упадок (35 400 человек населения в 1921 году, 28 700 в 1926). В годы пятилеток Феодосия развивалась в первую очередь как промышленный центр.

## Великая Отечественная война

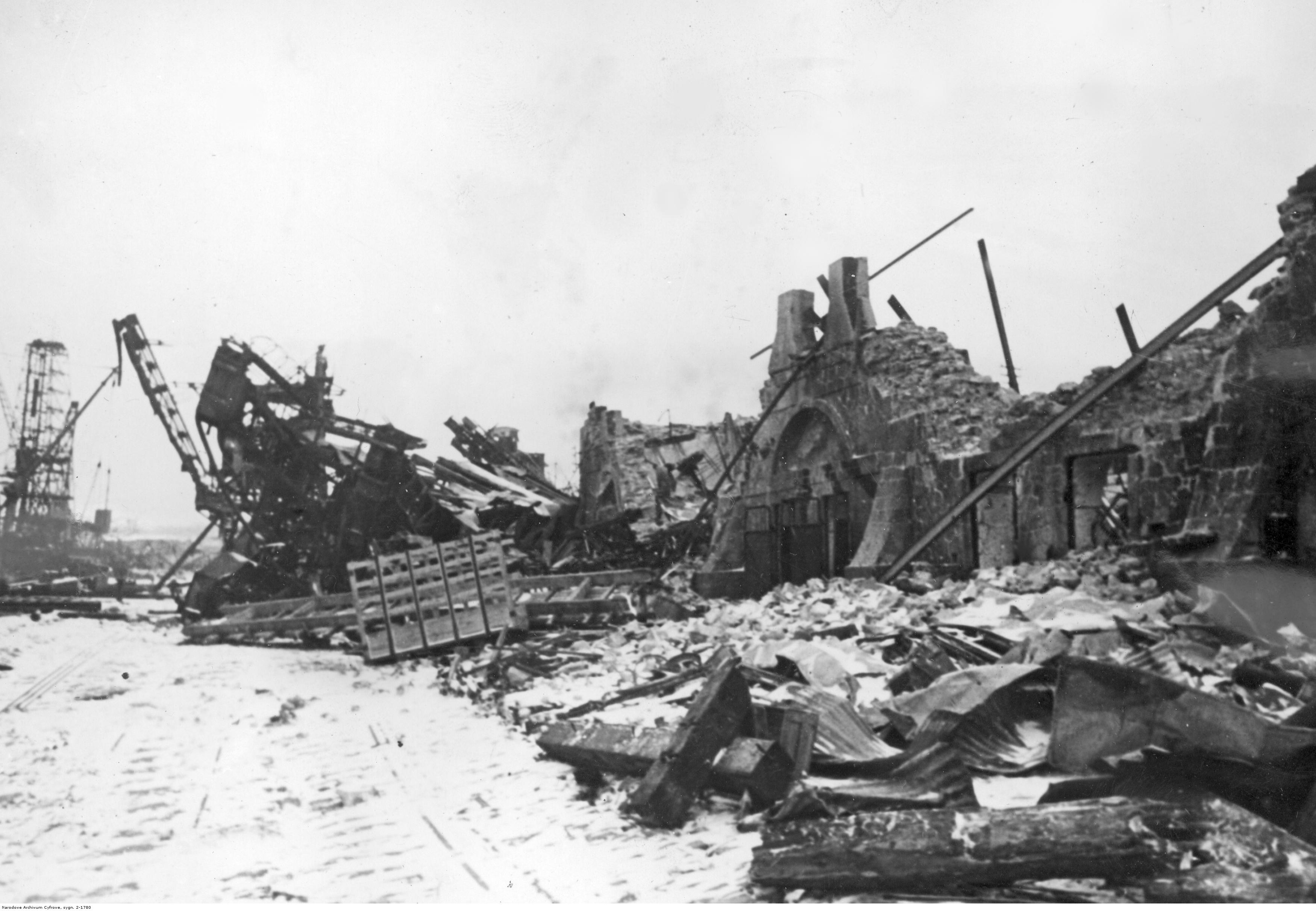
Руины в Феодосии в 1942 году

В первый раз немецкие войска заняли Феодосию в ноябре 1941. 26—30 декабря в порту Феодосии был высажен крупный десант Красной Армии. На три недели город вновь стал советским. 18 января 1942 город был вновь занят противником. Окончательно Феодосия была освобождена 13 апреля 1944 года в ходе Крымской наступательной операции Красной Армии.
Тяжелые бои привели к разрушению значительной части города.
Город был награждён орденом Великой Отечественной войны I степени.

## Феодосия в 1954—1985
В 1954 году Феодосия в составе Крымской области была передана Украинской ССР. В начале 1970-х город получил статус курорта.
В послевоенные годы (1948—1990 гг.) в городе был создан мощный потенциал военно-промышленного комплекса (ВПК), 57 % трудоспособного населения было занято в этой отрасли. Восстанавливаются промышленные предприятия: табачная фабрика (1861 г.), нефтетерминал (1938 г.); строятся новые заводы: судостроительные — ОАО ФСК «Море» и КТБ «Судокомпозит», где строятся уникальные суда; судоремонтный (1946 г.), приборостроительный, механический (1952 г.), оптический заводы; винзаводы — ЗАО ЗМВК «Коктебель» и ЗАО «Феодосийский завод коньяков и вин». На сегодняшний день предприятия ВПК находятся в трудном финансовом положении: большая часть из них практически не работают.
|                                          |                                  |                                |
| Памятник Ленину на Привокзальной площади | Герб Феодосии советского периода | Памятник Феодосийскому десанту |

## Комментарии
1. ↑  Ярбай — турецкое воинское звание, соответствует подполковнику и капитану 2 ранга[28].